# Rusca, Vaslui
Rusca este un sat în comuna Pădureni din județul Vaslui, Moldova, România.
Lângă localitate, între dealul Deasa și dealul de Mijloc se află dealul Bucovina, unde se crede că a existat un sat înființat de bucovinenii stabiliți aici.